# Вајтфилд (Оклахома)
Вајтфилд (енгл. Whitefield) град је у америчкој савезној држави Оклахома.

## Демографија
По попису из 2010. године број становника је 391, што је 160 (69,3%) становника више него 2000. године.
| Група             | 2000.       | 2010.       |
| Белци             | 180 (77,9%) | 298 (76,2%) |
| Афроамериканци    | 0 (0,0%)    | 0 (0,0%)    |
| Азијати           | 1 (0,4%)    | 1 (0,3%)    |
| Хиспаноамериканци | 0 (0,0%)    | 15 (3,8%)   |
| Укупно            | 231         | 391         |